# Mobile Launcher Platform

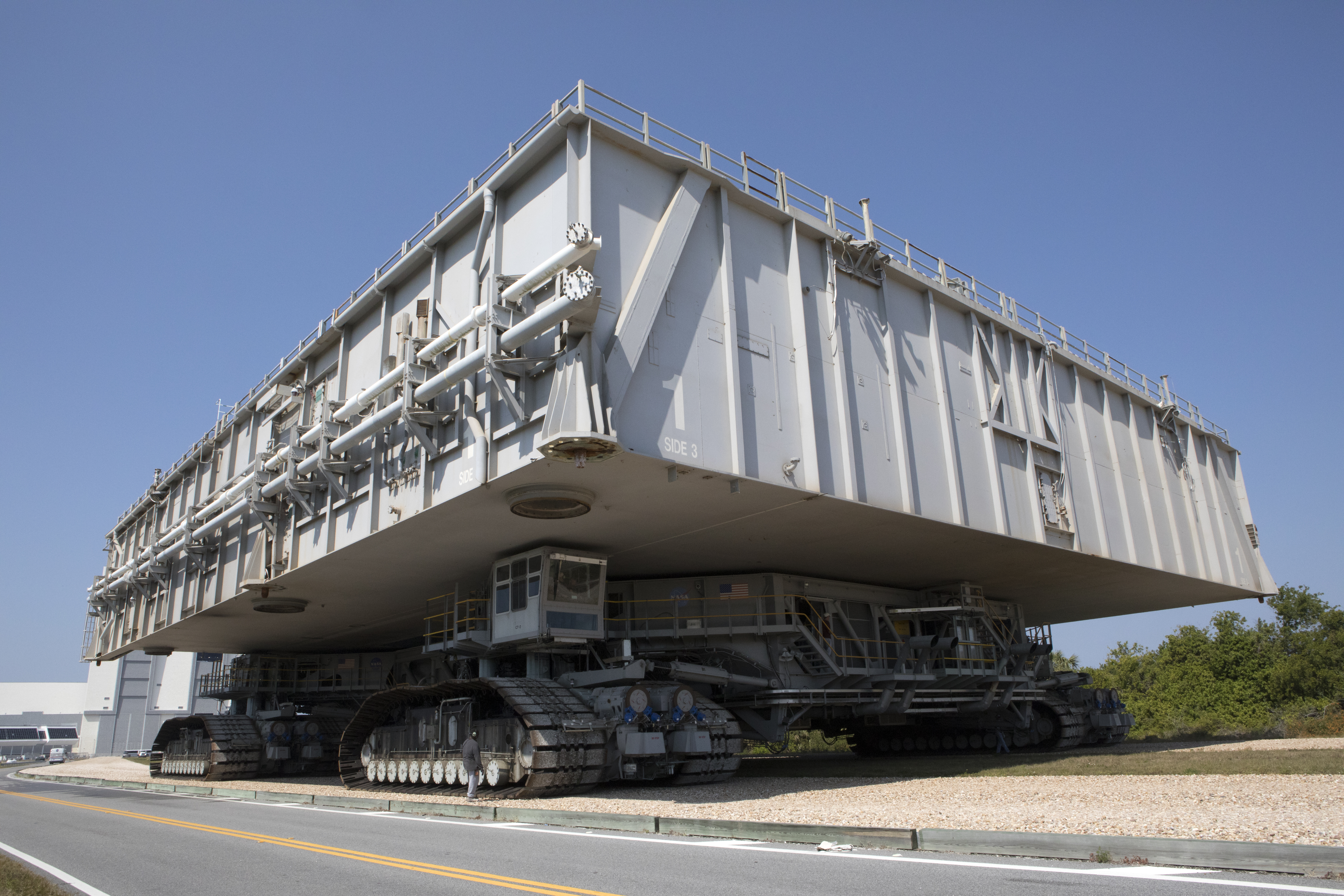
Mobile Launcher Platform-1 auf einem Crawler-Transporter

Als Mobile Launcher Platform (MLP; englisch für Mobile Startplattform oder Mobiler Starttisch), auch Mobile Launch Platform und früher Mobile Launcher, werden mehrere mobile Plattformen der NASA für den Zusammenbau, Transport und Start von Großraketen bezeichnet. Die Plattformen werden mithilfe sogenannter Crawler-Transporter zwischen Montagestätten und Startrampen auf dem Gelände des NASA-Weltraumbahnhofs Kennedy Space Center bewegt.
Zunächst wurden die MLP für das Apollo-Programm entworfen und genutzt, dann für die Space Shuttles umgebaut. Zuletzt wurde eine davon für das Space Launch System des Artemis-Mondflugprogramms angepasst.

## Aufbau

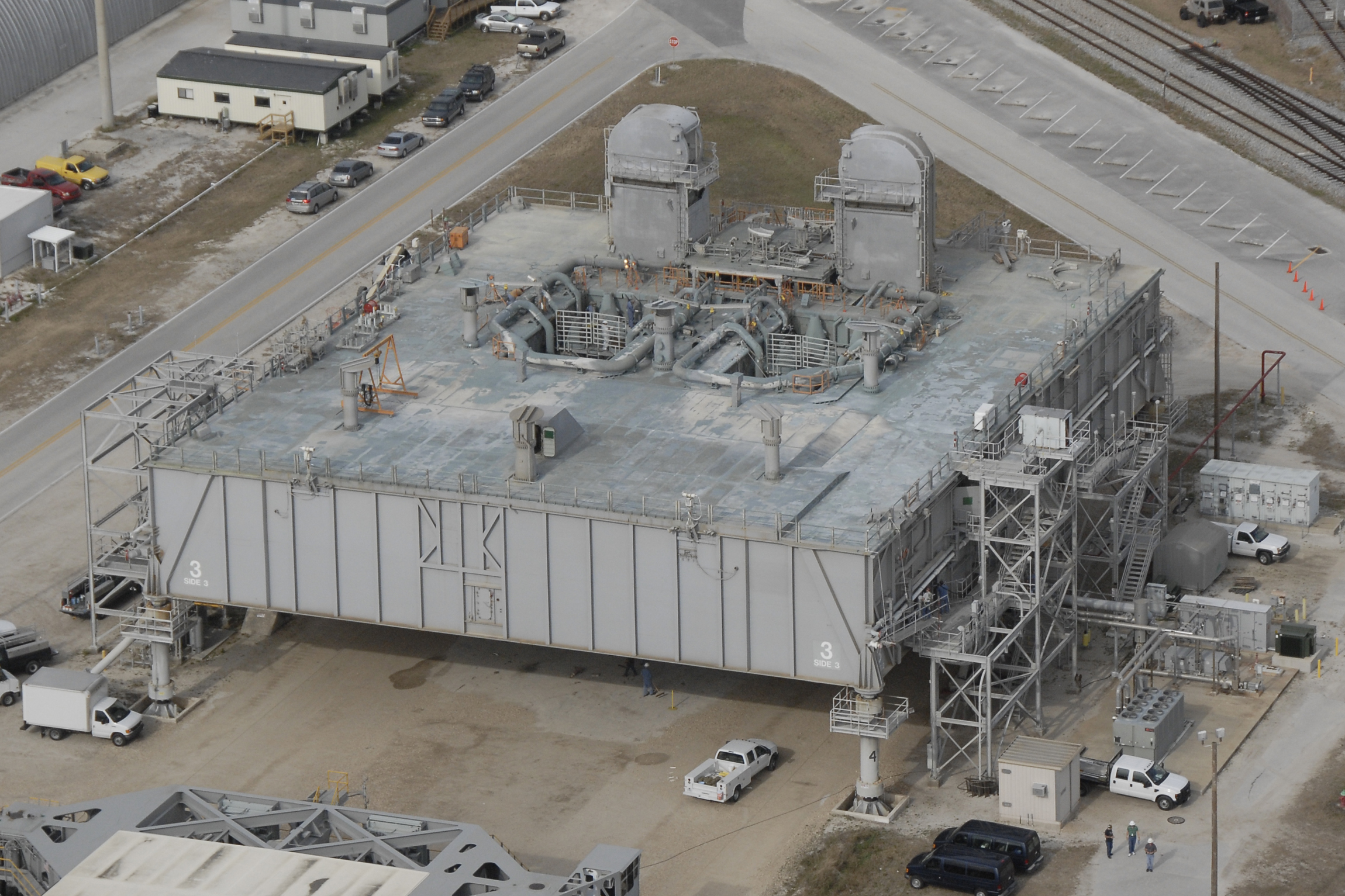
MLP-3, geparkt nahe des Vehicle Assembly Building des Launch Complex 39

Es wurden drei MLP-Exemplare gebaut. Das Gestell besteht jeweils aus einem Stahlkasten, der etwa 49 × 41 m misst und 7,1 m hoch ist. Unbeladen wiegt eine MLP ungefähr 3730 Tonnen. In der Plattform befinden sich drei große Öffnungen, zwei für die Abgase der Feststoffraketenbooster und eine für das Haupttriebwerk des Space Shuttles bzw. des SLS. Diese leiten die Abgase der Triebwerke in einen darunterliegenden Flammenschacht. In der zweistöckigen Konstruktion sind Treibstoffleitungen, Kommunikationsgeräten und andere Geräte vorhanden. Außerdem gibt es zwei sogenannte Tail Service Masts, die sich jeweils auf beiden Seiten neben der Öffnung für das Haupttriebwerk befinden. Die Servicemasten sind 4,6 m lang, 2,7 m breit und ragen 9,4 m aus der Konstruktion heraus. Sie stellen Versorgungsleitungen zum Raumschiff her; zum Beispiel eine Flüssigsauerstoff- und eine Flüssigwasserstoff-Leitung. Für den Transport der Space Shuttles wurden acht Befestigungspfosten auf dem Deck installiert, die das Shuttle auf dem MLP hielten.